# Burian
Burian, namn på djävulen i Erik Axel Karlfeldts dikt Häxorna i samlingen Flora och Pomona från 1906.  